# Leucania cruda
Leucania cruda är en fjärilsart som beskrevs av Barend J. Lempke 1964. Leucania cruda ingår i släktet Leucania och familjen nattflyn. Inga underarter finns listade i Catalogue of Life.